# Hans Peter Geerdes
Hans Peter Geerdes, meglio conosciuto come H.P. Baxxter (Leer, 16 marzo 1964), è un musicista tedesco, frontman del gruppo techno tedesco Scooter, fondato nel 1994 insieme al suo amico Rick J. Jordan.
Baxxter è anche un appassionato di auto d'epoca inglesi, di cui possiede diversi esemplari: in alcuni video musicali degli Scooter, infatti, compaiono una Mark 2 del 1961 e una Jaguar E-Type B12 del 1973.

## Biografia
Baxxter studiò legge per un semestre, tuttavia ha completato un periodo di apprendistato come acquirente all'ingrosso e commercio estero. In seguito, ha lavorato per una etichetta discografica e il 6 maggio 2006 si è sposato con la sua ragazza Simone.
Prima di fondare gli Scooter, Baxxter fondò la band Celebrate the Nun insieme a Rick J. Jordan e alla sorella di Baxxter, Britt Maxime. Nel 1998 partecipo nella serie Squadra Speciale Cobra 11 nella puntata Fama mortale della stagione 2. Baxxter si unì a Guildo Horn, Jeanette Biedermann, Sylvia Kollek, e Tobias Künzel nella giuria tedesca per l'Eurovision Song Contest 2009.